# Petersville (Nuevo Brunswick)
Petersville es una parroquia canadiense situada en la provincia de Nuevo Brunswick.

## Superficie
Petersville tiene una superficie de 589,95 km².

## Demografía
En 2021, tenía 710 habitantes, una densidad poblacional de 1,2 hab./km², y 323 viviendas.